# Język muromski
Język muromski – wymarły język należący do ugrofińskiej grupy językowej. Używany przez lud Muromców, zamieszkujący w Średniowieczu okolice dzisiejszego Muromia. Niewiele o nim wiadomo, ale zakłada się, że był blisko spokrewniony z językami Mordwy, tj. mokszańskim i erzjańskim. Wyszedł z użycia najprawdopodobniej między XII a XVI wiekiem, wraz z asymilacją Muromców przez słowiańskich Wiatyczów.  